# Fresh Sound
Fresh Sound (так же Fresh Sound New Talent) — джазовый лейбл, основанный в Барселоне, Испания. Изначально лейбл создавался для выпуска переизданий.
На протяжении всего времени лейбл способствовал производству более 600 авторских записей популярных американских и испанских джазовых исполнителей, а также музыкантов Европы. В списке изданий работы как крупных, так и второстепенных музыкантов до 1962 года, включая Луи Армстронга, Дюка Эллингтона и Чарли Паркера. Выполнялись переиздания таких звукозаписывающих компаний как Argo, Dawn, New Jazz, Prestige, RCA, Royal Roost, Riverside и Verve. Fresh Sound также занимался выпуском работ таких неизвестных певцов как Джейн Филдинг, Беверли Кенни, Мэрилин Мур, Люси Энн Полк и Хелин Стюарт.
В начале 1990-х годов лейбл стал заниматься выпуском новых работ. Издавались работы Жоржа Арванитаса и Дэвида Мюррея; Манделл Лоу и Тете Монтолью; Гейба Балтазара, Эдди Берта, Боба Купера, Дика Хафера, Чарли Мариано, Дж. Р. Монтеросе, Билла Перкинса, Фрэнк Страззери и Клод Уильямсон. В этот же период композитором Винни Голия был открыт Fresh Sound New Talent.

## Артисты лейбла
| - Пабло Абланедо - Дэвид Амброзио - Рейд Андерсон - Брюс Аркин - Омер Авиталь - Горка Бенитес - Макс Беннетт - The Bad Plus - Симус Блейк - Альберт Бовер - Марлон Броуден - Кармен Канела - Стив Карденас - Крис Чик - Авишай Коэн - Джордж Коллиган - Сонни Крисс - Площадь Алексиса - Ронни Кубер - Эли Дебрибри - Даниэль Фридман - Джонни Гласел | - Роберт Гласпер - Фил Гренадер - Дик Овса - Амос Хоффман - Рон Хортон - Итан Иверсон - Майкл Канан - Крис Лайткап - Агнар Магнуссон - Ребекка Мартин - Билл МакГенри - Райан Мигер - Брэд Мелдау - Стефан Мерсье - Пол Моер - Пэт Моран Маккой - Лэнни Морган - Джек Нимиц - Ход О’Брайен - Майкл Ойен - Вардан Овсепян - Чарльз Оуэнс | - Роберт Пикет - Ной Премингер - Эндрю Ратбун - Мэтт Рензи - Пит Роббинс - Курт Розенвинкель - Хорхе Росси - Perico Sambeat - Вальтер Смит III - Грант Стюарт - Фрэнк Страззери - Маркус Стрикленд - Нат Цу - Бен Уолтцер - Дэвид Вайс - Себастьян Вайс - Клод Уильямсон - Дэвид Кергу - Мигель Зенон - Оскар Пеньяс |